# Минамитита
Минамитита (яп. 南知多町 Минамитита-тё:) — посёлок в Японии, находящийся в уезде Тита префектуры Айти. Площадь посёлка составляет 38,25 км², население — 19 068 человек (1 июня 2014), плотность населения — 498,51 чел./км².

## Географическое положение
Посёлок расположен на острове Хонсю в префектуре Айти региона Тюбу. С ним граничит посёлок Михама.

## Население
Население посёлка составляет 19 068 человек (1 июня 2014), а плотность — 498,51 чел./км². Изменение численности населения с 1980 по 2005 годы:
| 1980 | 27 017 чел. |  |
| 1985 | 26 809 чел. |  |
| 1990 | 25 954 чел. |  |
| 1995 | 24 846 чел. |  |
| 2000 | 23 250 чел. |  |
| 2005 | 21 909 чел. |  |

## Символика
Деревом посёлка считается Quercus phillyraeoides, цветком — нарцисс.